# Narrative of Travels and Discoveries
Narrative of Travels and Discoveries (abreviado Narr. Travels Africa) es un libro con ilustraciones y descripciones botánicas que fue escrito por el botánico escocés recolector de la flora de Australia a principios del siglo XIX; Robert Brown y publicado en el año 1826 con el nombre de Narrative of Travels and Discoveries in Nothern and Central Africa in the years 1822, 1823 and 1824
El "apéndice Botánico", no. xxii, por R. Brown, p. 208 a 246, se publicó por separado, como una reedición, titulado: "Observaciones sobre la estructura y las afinidades de las plantas más notables obtenidos por el fallecido Walter Oudney, MD y el mayor Denham y el capitán Clapperton en los años 1822, 1823 ANI--824, durante su expedición para explorar el centro de África ", Londres 1826, 41 p;. también reimpreso en Misc. Bot. Works i: 257-303.